# Franco Bonferroni
Franco Bonferroni (Reggio nell'Emilia, 10 ottobre 1938) è un politico italiano.

## Biografia
Esponente della Democrazia Cristiana, è stato parlamentare per quattro legislature, tre alla Camera dei deputati (in carica dal 1979 al 1992) e una al Senato della Repubblica (dal 1992 al 1994). Ha ricoperto il ruolo di sottosegretario di Stato all'Industria, Commercio e Artigianato nel sesto governo Andreotti e al Commercio con l'Estero nel settimo governo Andreotti.